# Bicúpula triangular giroelongada
En geometría, la bicúpula triangular giroelongada es uno de los sólidos de Johnson (J44). Como sugiere su nombre, puede construirse giroelongando una bicúpula triangular (que puede ser J27 o bien un cuboctaedro) insertando un antiprisma hexagonal entre sus mitades congruentes.
La bicúpula triangular giroelongada es uno de los cinco sólidos de Johnson que son quirales, es decir, que presentan una forma levógira y otra dextrógira. En la imagen de la derecha, cada una de las caras cuadradas de la parte inferior de la figura está conectada por un camino de dos caras triangulares a una cara cuadrada situada arriba a la derecha. En la figura de quiralidad opuesta (la imagen especular de la figura que se muestra), cada uno de los cuadrados inferiores estaría conectado a una cara cuadrada situada arriba a la izquierda. Las dos formas quirales de J44 no se consideran sólidos de Johnson diferentes.
Los 92 sólidos de Johnson fueron nombrados y descritos por Norman Johnson en 1966.